# BE-100
A BE-100 era uma bomba de propósito geral da Romênia de 100 kg e baixo arrasto. Ela foi projetada para ser utilizada pelo IAR-93, um avião de ataque romeno da Guerra Fria, em diversas configurações; uma delas seria com um tanque ejetável na central da aeronave e 3 BE-100 e 2 BEM-250 em cada asa (totalizando 6 BE-100s e 4 BEM-250, 2205 kg em carga). Um tanque ejetável e 8 BE-100s em cada asa (totalizando 16 bombas BE-100 na aeronave e 2285 kg de carga) ou um tanque ejetável e 6 BE-100s em cada asa (totalizando 12 bombas BE-100 na aeronave e 1805 kg de carga).